# Uguccione della Faggiola
Uguccione della Faggiola (o della Faggiuola) (Casteldelci, 1250 circa – Vicenza, 1º novembre 1319) è stato un militare italiano e signore di Arezzo, Lucca, Lugo, Massa Trabaria, Pisa e Sansepolcro. Fu tra i protagonisti della vita politica e militare del Medioevo, in particolare all'interno delle vicende che contrassegnarono lo scontro tra lo Stato Pontificio e il Sacro Romano Impero.

## Biografia

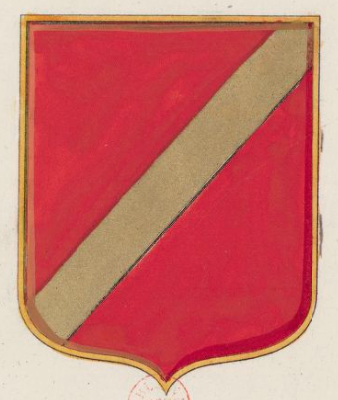
Stemma della famiglia Della Faggiola, cui Uguccione apparteneva

Nato intorno al 1250 a Casteldelci, all'epoca inserito nel territorio della Massa Trabaria, al confine tra Romagna, Marche e Toscana, fu podestà e signore di Arezzo nel 1295 e di Lugo nel 1297. Dopo aver tentato di diventare signore di Forlì (1297), contando sulle simpatie ghibelline della città, fu di nuovo podestà di Arezzo nel 1302 e vicario del Re Enrico VII di Lussemburgo a Genova tra il 1311 e il 1312. Nel 1313 fu chiamato a Pisa per esercitarvi la signoria.
Il 1315 segna l'anno del massimo fulgore della sua stella nel firmamento del ghibellinismo toscano; è di quell'anno infatti la battaglia di Montecatini, fatto d'arme che consolidò ed estese a tutta la penisola la sua fama di abile condottiero.
Si trattava di uno scontro impari, da una parte c'era Firenze, in quegli anni una delle città più ricche d'Italia e d'Europa, alleata con molte altre città: Arezzo, Colle di Val d'Elsa, Pistoia, Prato, San Gimignano, Siena, Volterra, ecc., ed anche con gli Angioini di Napoli. Dall'altra parte stavano Pisa, città in crisi dopo la battaglia della Meloria, e Lucca, città occupata militarmente dallo stesso Uguccione e quindi non del tutto affidabile.
In questo contesto di debolezza Uguccione poteva tuttavia contare su un punto di forza rappresentato da un contingente di 1800 cavalieri tedeschi, mercenari che facevano parte delle truppe imperiali e che si posero al servizio di Pisa a suon di fiorini, ma anche animati da un odio profondo verso i guelfi e gli Angioini.
In seguito a questa vittoria, per molti versi clamorosa ed inattesa, Firenze fu abbandonata da gran parte delle città toscane che si affrettarono a chiedere e a ottenere la pace con Pisa, e riuscì a salvarsi solo grazie ad una ritrovata concordia interna.
Nel 1316 i pisani cacciarono Uguccione perché stanchi dei suoi metodi autoritari e dell'esosità delle imposte richieste dalle esigenze militari, fatto che lo costrinse a cercare rifugio presso Cangrande I della Scala che lo fece podestà di Vicenza. Con questa autorità Uguccione represse duramente la rivolta guelfa del maggio 1317. Durante il suo servizio per il signore di Verona guidò anche la guerra contro Brescia e Padova.
Uguccione della Faggiola morì di malaria il 1º novembre 1319; il suo corpo fu portato da Vicenza a Verona per essere tumulato nella Chiesa di Sant'Anastasia.
Un cronista dell'epoca, Agnolo di Tura, così concluse la narrazione che portò alla caduta del signore di Pisa e di Lucca:
(Agnolo di Tura)
Il suo stemma era costituito da un'aquila nera in campo rosso. Usava portare nelle barde dei suo cavalli delle bande d'oro in campo rosso, che poi costituiranno il nuovo stemma, suo e della sua famiglia.

## Le amicizie
Fu amico di Dante Alighieri. Il sommo poeta riponeva molte speranze nella figura di Enrico VII di Lussemburgo, il quale chiamato da più parti, discese in Italia nel 1310 con lo scopo di pacificare la penisola, ma mentre muoveva all'attacco di Firenze, morì forse di malaria. In quell'anno pare che Dante profondamente deluso sia andato a Lucca presso Uguccione della Faggiola. Alcuni commentatori della Divina Commedia ipotizzano che a lui alluda Dante quando afferma che verrà il Veltro, il quale disperderà la cupidigia dominante nel mondo (Inferno - Canto primo, vv. 101-102). La tesi venne espressa nel 1828 da Carlo Troya nel saggio Del veltro allegorico di Dante e successivamente nel Del veltro allegorico de' Ghibellini (1856). La tesi fu però confutata da Niccolò Tommaseo, ma ispirò Cesare Balbo per la sua Vita di Dante.
Conosceva bene anche Corso Donati ed era un grande amico di Spinetta Malaspina di Fosdinovo.

## Discendenza
Uguccione della Faggiola ebbe due figli e una figlia:
- Ranieri detto "Neri" (1290-1355), condottiero;
- Elena, andata in sposa a Corso Donati;
- Francesco († 1315), podestà di Lucca.